# ستيفن وايلد
ستيفن وايلد (بالإنجليزية: Stephen Wild)‏ هو لاعب دوري الرغبي بريطاني، ولد في 26 أبريل 1981 في ويغان في المملكة المتحدة.